# 太極四隅解
太極四隅解（たいきょくしぐうかい）は、中国武術の伝統拳としての楊式太極拳の楊振鐸(永年楊氏四世)のもとに家伝として残され、楊澄甫の作と伝わる理論書『太極拳老譜三十二解』のひとつ。

［白文］
四正即四方也．所謂掤捋擠按也．初不知方能使圓．方圓復始之理無已．
焉能出隅之手矣．縁人外之肢體．内之神氣．弗緝輕靈方圓四正之功．
始出輕重浮沈之病．則有隅矣．
辟如半重偏重滯而不正．自然為採挒肘靠之隅手．或雙重填實．亦出隅手也．
病多之手．不得已以隅手扶之．而歸圓中方正之手．
雖然至底者．肘靠亦及此以補．其所以云爾．
春後功夫能致上乘者．亦須獲採挒而仍歸大中至正矣．
是四隅之所用者．因失體而補缺云云．